# دينت دو بورغو
دينت دو بورغو (بالإنجليزية: Dent du Bourgo)‏ هو أحد جبال سلسلة الألب السويسرية وجزء من القمة الأم فانيل نوير يقع في كانتون فريبورغ، سويسرا. يبلغ ارتفاع الجبل حوالي 1909 متر، بينما يبلغ ارتفاع نتوء الجبل 174 متر.